# Salma Solaun
Salma Solaun Campos (Vitoria, 2 de marzo de 2005) es una deportista española que compite en gimnasia rítmica, en la modalidad de conjuntos.

## Trayectoria
Es integrante del conjunto español, entrenado en el CAR de Madrid por la seleccionadora Alejandra Quereda y por Ana María Pelaz.
Ganó cinco medallas en el Campeonato Mundial de Gimnasia Rítmica, en los años 2022 y 2023, y ocho medallas en el Campeonato Europeo de Gimnasia Rítmica entre los años 2022 y 2025.
Además, obtuvo algunos podios en la Copa del Mundo, destacando la etapa de Bakú de 2024, en la que terminó en primer lugar en el concurso general y en el segundo en la rutina de tres cintas y dos pelotas.
Participó en los Juegos Olímpicos de París 2024, ocupando el décimo lugar en la prueba de grupos.

## Palmarés internacional
| Campeonato Mundial | Campeonato Mundial | Campeonato Mundial | Campeonato Mundial         |
| Año                | Lugar              | Medalla            | Prueba                     |
| ------------------ | ------------------ | ------------------ | -------------------------- |
| 2022               | Sofía (Bulgaria)   | Medalla de bronce  | Concurso completo          |
| 2022               | Sofía (Bulgaria)   | Medalla de bronce  | Equipo                     |
| 2022               | Sofía (Bulgaria)   | Medalla de bronce  | 5 con aro                  |
| 2023               | Valencia (España)  | Medalla de plata   | 5 con aro                  |
| 2023               | Valencia (España)  | Medalla de bronce  | Concurso completo          |
| Campeonato Europeo |                    |                    |                            |
| Año                | Lugar              | Medalla            | Prueba                     |
| 2022               | Tel Aviv (Israel)  | Medalla de plata   | 3 con cinta + 2 con pelota |
| 2023               | Bakú (Azerbaiyán)  | Medalla de bronce  | 3 con cinta + 2 con pelota |
| 2024               | Budapest (Hungría) | Medalla de oro     | 3 con cinta + 2 con pelota |
| 2024               | Budapest (Hungría) | Medalla de plata   | 5 con aro                  |
| 2024               | Budapest (Hungría) | Medalla de bronce  | Concurso completo          |
| 2025               | Tallin (Estonia)   | Medalla de oro     | Concurso completo          |
| 2025               | Tallin (Estonia)   | Medalla de oro     | 5 con cinta                |
| 2025               | Tallin (Estonia)   | Medalla de oro     | 3 con pelota + 2 con aro   |